# Gary Jones (motociclista)
|  | «Gary Jones» redirigeix aquí. Vegeu-ne altres significats a «Gary Jones (desambiguació)». |

Gary Jones   (Hacienda Heights, 22 d'abril de 1952) és un antic pilot professional de motocròs i curses de desert nord-americà. Fou un dels pioners dels campionats AMA de motocròs, en què va competir del 1971 al 1976 i en va guanyar tres títols nacionals consecutius en la cilindrada dels 250cc (els tres primers celebrats, del 1972 al 1974). Va guanyar cadascun dels seus títols amb una marca de motocicleta diferent: Yamaha, Honda i Can-Am respectivament, una fita que no ha estat igualada per cap altre campió. L'any 2000, Jones fou incorporat a l'AMA Motorcycle Hall of Fame i el 2003 va rebre el premi Edison Dye a la trajectòria.

## Biografia

### Els inicis
Gary Jones es va criar al sud de Califòrnia, on el seu pare, Don Jones, regentava una concessionària de BSA i un taller de reparació i restauració de motocicletes a San Gabriel, a l'est de Los Angeles. El fet de créixer en un taller de restauració de motos va fer que Gary i el seu germà Dewayne esdevinguessin hàbils fabricants de peces i preparadors de motocicletes. Mai no en van tenir de noves, ja que el seu pare els deia que si volien una motocicleta, podien fer-se'n una amb peces del seu taller. La primera motocicleta dels germans Jones va ser una Villiers-Dot de 125 cc que van compartir l'un amb l'altre. Gary va començar a competir professionalment a 15 anys, corrent amb una BSA Victor en curses locals de TT, scramble i flat track. També va competir en speedway amb una JAP.

### Desenvolupament de la Yamaha YZ
A finals de la dècada del 1960, el seu pare va esdevenir un dels primers distribuïdors de motocicletes Yamaha al sud de Califòrnia. Quan el 1968 es va llançar la Yamaha DT-1, Gary Jones i el seu germà Dewayne van començar a fer servir aquest model per a competir en motocròs, un esport que aleshores tot just s'estava introduint al país. Gràcies a la gran experiència que tant Gary com el seu pare tenien en la fabricació de peces i la modificació de motocicletes, els Jones va convertir la DT-1 en una motocicleta de competició tot enfortint-ne i fent més baix el bastidor i emprant components que n'alleugerien el pes.
Les modificacions dels Jones van tenir tant d'èxit que els resultats de la seva moto en competició van cridar l'atenció de la fàbrica de Yamaha, la qual va demanar-los que portessin la seva motocicleta al Japó per a poder-la provar. La DT-1 que van desenvolupar Gary Jones i el seu pare va ajudar a impulsar el desenvolupament de les motocicletes de motocròs al tombant de la dècada del 1960 i esdevingué la base de la gamma Yamaha YZ. Torsten Hallman va acabar de desenvolupar el prototip definitiu a Europa a partir del 1970.
Tot i que el 1971 no existia encara el campionat AMA de motocròs, Jones és considerat el campió nacional de 250 cc d'aquell any pel fet d'haver estat el primer nord-americà classificat (concretament, al setè lloc final) a la Inter-AMA, una competició que comptava amb la participació dels millors pilots europeus, els quals recorrien els Estats Units a l'estiu. També va competir a la classe dels 500cc al campionat de tardor, la Trans-AMA, on fou el tercer americà darrere de Brad Lackey.
L'any següent, 1972, l'AMA va instaurar els campionats nacionals de motocròs de 250cc i 500cc i Jones va guanyar el de 250cc amb una Yamaha, esdevenint així el primer campió nacional de motocròs "oficial" de 250cc dels Estats Units. A banda, va acabar subcampió darrere de Brad Lackey al campionat de 500cc.
Gary Jones va competir a la Inter-AMA de 1972, en què hi tingué com a principals rivals alguns dels millors especialistes europeus: Torleif Hansen, Arne Kring, Håkan Andersson, Dave Bickers i el quatre vegades campió del món de 250cc Torsten Hallman. En aquella època es considerava tot un èxit per a un pilot nord-americà acabar entre els cinc primers davant els competidors europeus més experimentats.
A la primera prova del campionat, a Boise (Idaho), Jones va vèncer els antics campions del món i d'Europa Hallman i Bickers en guanyar les tres mànegues de l'esdeveniment. La seva impressionant actuació va marcar la fita del primer cop que un pilot nord-americà aconseguia una victòria general en un esdeveniment de motocròs regulat per l'AMA i la FIM. Com que la Inter-AMA, però, no tenia el prestigi d'un Gran Premi de motocròs, la seva victòria no va tenir tant de ressò als Estats Units com la que va aconseguir pocs mesos després Jim Pomeroy amb la Bultaco Pursang al Gran Premi d'Espanya de 250cc de 1973 o la victòria de Jimmy Weinert a la cursa de 500cc de Rio Bravo (Texas) de la Trans-AMA de 1973. A més, la seva victòria va acabar de ser eclipsada 13 dies després per la històrica victòria de Marty Tripes, de només 16 anys, a la primera "Super Bowl" de motocròs de la història, celebrada el 8 de juliol de 1972. Aquell esdeveniment va marcar el naixement d'una nova disciplina del motocròs que es va conèixer com a supercross. Tot amb tot, Gary Jones ha considerat sempre que la seva victòria a Boise és l'èxit més destacat de la seva carrera.
Al llarg del torneig, Gary Jones i Torsten Hallman van lluitar pel lideratge de la Inter-AMA fins a la darrera cursa del campionat, en què Jones es va imposar per davant de Hallman i el tercer classificat, Arne Kring. Aquell mateix any, 1972, Jones va viatjar a Europa com a membre del primer equip nord-americà de la història que va competir al Motocross des Nations.

### A l'equip d'Honda

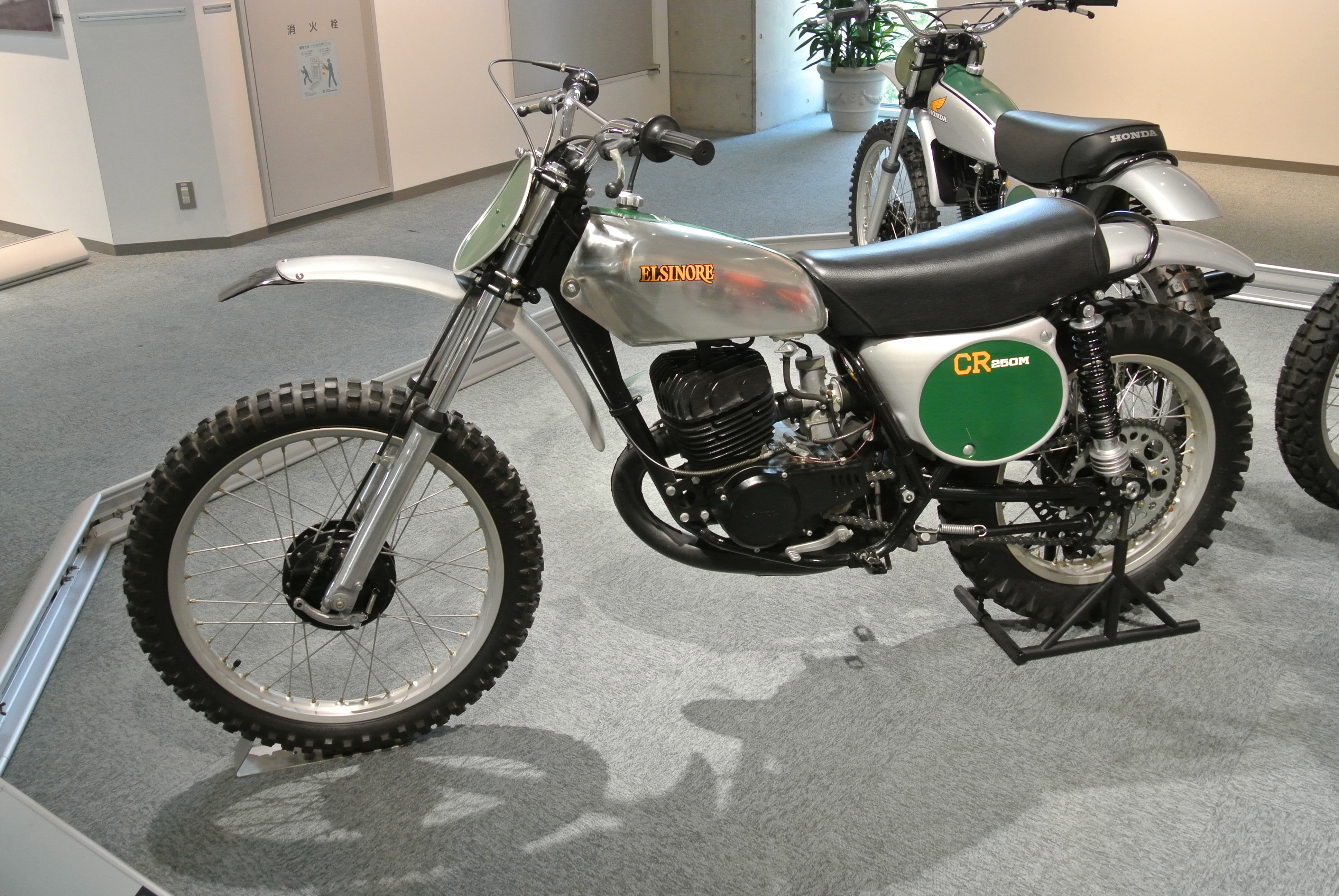
Honda CR250M "Elsinore" de 1973

Quan Yamaha va oferir a Jones un contracte per a la temporada de 1973 que no incloïa el seu pare i el seu germà, Jones va preferir d'acceptar l'oferta d'American Honda, insistint que els membres de la seva família formaven part d'un tot. Soichiro Honda va cercar l'ajuda de Gary i el seu pare per a desenvolupar la nova gamma Honda CR de motocròs. Quan les motocicletes de curses personalitzades, fetes artesanalment, es van demostrar massa trencadisses, els Jones va tornar a modificar les Honda CR de sèrie. Tal com havien fet amb les motos de motocròs de Yamaha, Jones i el seu pare van convertir l'Honda en una motocicleta guanyadora. El 1973, Gary Jones va revalidar el seu títol de 250cc amb l'Honda CR250M, amb la qual va obtenir sis victòries consecutives en Nationals i va guanyar còmodament el campionat AMA.
De cara a la Trans-AMA de 1973, en veure que Honda no podia proporcionar-li una motocicleta de 500cc, Gary Jones es va comprar una Maico amb la qual va córrer, després de treure'n tots els distintius de marca, mentre duia el seu equipament esportiu de l'equip d'Honda. Aquest fet va provocar que la marca japonesa donés per acabada la seva associació amb la família Jones.

### Amb la Can-Am
En quedar lliure, Jones va ser contractat per Bombardier (el fabricant de les motos de neu Ski-Doo) per a competir amb la seva recentment creada divisió de motocicletes Can-Am. Abans de l'inici de la temporada del campionat de motocròs de 1974, l'AMA va prendre una decisió controvertida que permetia competir pel títol nacional de motocròs únicament als ciutadans nord-americans. La decisió excloïa el neerlandès Pierre Karsmakers, campió vigent de 500cc, que havia de competir contra Jones en la classe de 250cc.
Malgrat la seva exclusió dels resultats generals, Karsmakers va competir per l'equip de fàbrica de Yamaha i va guanyar tres de les nou rondes del campionat nacional de 250cc. Tot i que Jones no va guanyar cap cursa, va mantenir una trajectòria regular per tal d'assegurar el seu tercer campionat nacional consecutiu de 250cc amb un tercer fabricant.
El 1975, Jones va patir una greu lesió a la cama a la prova inaugural de la temporada del Campionat AMA de supercross, a Daytona. Can-Am va liquidar el seu contracte amb una indemnització de 70.000 dòlars. Jones va agafar els diners i, juntament amb el seu pare, va fundar la seva pròpia empresa de motocicletes.

### Darrers temps
En uns moments en què Cooper Motorcycles, fabricant americà amb seu a Saltillo (Mèxic), travessava una greu situació de crisi, la família Jones va comprar l'empresa i va fer servir la motocicleta d'enduro dissenyada per Frank Cooper com a prototip de la primera "Jones-Islo" (el nom es va canviar més tard per Ammex, d'"americà-mexicà"). La intenció dels Jones era aconseguir l'èxit comercial fent que Gary pilotés la moto al campionat AMA de motocròs. La família Jones va millorar significativament l'Ammex respecte al model Cooper anterior. Gary Jones va competir amb una motocicleta Ammex durant el campionat AMA de 250cc de 1976, en què el seu millor resultat va ser un desè lloc a la cursa de Sears Point (Sonoma). Tanmateix, la marca va fracassar quan el peso mexicà es va devaluar el 1976.
A més de competir en motocròs, Jones també era un corredor expert de curses de desert. El 1972 va guanyar la Baja 500 i la Baja 250. També va guanyar la Mint 400.
Un cop retirat de la competició professional, Jones continuà la seva implicació en l'esport tot treballant per a empreses d'accessoris per a motos i com a pilot provador per a revistes de motociclisme. Actualment competeix en curses de motocròs i desert i ha guanyat diversos Campionats del món de motocròs per a veterans. L'any 2000 va ser inclòs al Saló de la Fama de la Motocicleta de l'AMA i el 2004 va ser inclòs al "Motocross Walk of Fame" després d'haver rebut l'Edison Dye Lifetime Achievement Award el 2003. Al seu moment, l'AMA va nomenar en honor seu "Copa Gary Jones" el trofeu atorgat al campió nacional de motocròs en la classe 250.

## Palmarès

### Títols per any
| Any  | Equip  | Campionat                     | Classe |
| ---- | ------ | ----------------------------- | ------ |
| 1971 | Yamaha | Campionat dels EUA            | 250cc  |
| 1972 | Yamaha | Inter-AMA                     | 250cc  |
| 1972 | Yamaha | AMA Motocross                 | 250cc  |
| 1973 | Honda  | AMA Motocross                 | 250cc  |
| 1974 | Can-Am | AMA Motocross                 | 250cc  |
|      |        |                               |        |
| 1987 | Honda  | Campionat del món de veterans | >30    |
|      |        |                               |        |
| 1992 | ?      | Campionat del món de veterans | >40    |
| 1993 | ?      | Campionat del món de veterans | >40    |
|      |        |                               |        |
| 2002 | ?      | Campionat del món de veterans | >50    |
| 2003 | ?      | Campionat del món de veterans | >50    |
| 2004 | ?      | Campionat del món de veterans | >50    |
|      |        |                               |        |
| 2012 | ?      | Campionat del món de veterans | >60    |
| 2013 | ?      | Campionat del món de veterans | >60    |
|      |        |                               |        |
| 2022 | Honda  | Campionat del món de veterans | >70    |
| 2023 | Honda  | Campionat del món de veterans | >70    |

1. ↑  Millor nord-americà a la Inter-AMA (setè)

### Resum
- 3 Campionats AMA de motocròs 250cc
- 1 Campionat dels Estats Units de motocròs 250cc (millor nord-americà a la Inter-AMA de 1971)
- 1 Inter-AMA
- 10 Campionats del món de motocròs per a veterans (1 x Over 30, 2 x Over 40, 3 x Over 50, 2 x Over 60, 2 x Over 70)